# Истиклолият (джамоат Карима Исмоилова)
Истиклолият (бывший Ходжабулок) — село в Карим-Исмаиловской сельской общине Вахдатского района. Расстояние от Истиклалият до центра города составляет 14 км. Население 300 человек (2017 г.), таджики.
Основные отрасли сельского хозяйства: хлопководство, животноводство и овощеводство. Земли орошаются из реке Кафирниган.